# إبراهيم الشرقاوي
إبراهيم الشرقاوي (3 أبريل 1948 - 9 أغسطس 2020) هو ممثل مصري، عمل في الإذاعة والتلفزيون والمسرح، شارك في العديد من الأعمال خاصة في فترة الثمانينات من القرن العشرين، قبل أن يبتعد عن الساحة الفنية في أواخر التسعينيات، من أبرز أعماله (الحرافيش، الهلفوت، النمر والأنثى).

## تكوينه وبدايته الفنية
من مواليد 28 يوليو عام 1948 حاصل على بكالوريوس فنون مسرحية، تخرج من معهد الفنون المسرحية دفعة عام 1975 ومن أبرز أعضاء دفعته فاروق الفيشاوي، ومحمود مسعود، ووجدي العربي.
التحق إبراهيم فور تخرجه وإنهاء فترة تجنيده بفرقة «المسرح القومي»، وشارك في بطولة بعض المسرحيات الجادة، من أبرزها «الفارس والأسيرة» التي قام ببطولتها نور الشريف، وفردوس عبد الحميد، كما شارك في مسرحية «مجنون ليلي»، وقد جذبت هذه الأدوار المسرحية انتباه المخرجين السينمائيين والتلفزيونيين إلى موهبته.

## أعماله
رشحه المخرج حمادة عبد الوهاب ليشارك في بطولة المسلسل التلفزيوني «الغربة»، ثم توالت أعماله التلفزيونية مثل «أبرياء في قفص الاتهام» مع كمال الشناوي، الذي شاركه أيضا في مسلسل «هند والدكتور نعمان»، ولم يقتصر نشاط الفنان إبراهيم الشرقاوي على المسرح والتلفزيون، بل خاض مجال العمل السينمائي، حيث كانت بدايته في فيلم «خلف أسوار الجامعة» ومن أبرز الأدوار السينمائية الأخرى التي قام بأدائها على الشاشة الكبيرة دور «خضر الناجي» في فيلم «الحرافيش» الذي قام ببطولته مع محمود ياسين، وليلى علوي، وممدوح عبد العليم، وأخرجه حسام الدين مصطفى عام 1986 وكذلك دور «قلب الأسد» في فيلم «الوحل» مع نور الشريف، ونبيلة عبيد عام 1987 ورغم أن الدور كان قصيرا فإنه قد نجح في ترك انطباع جديد لدى الجمهور والنقاد.

### أفلام
كم أنت حزين أيها الحب، الدرب الأحمر، خلف أسوار الجامعة (1980) العوامة 70 (1982) أسوار المدابغ (1983) الهلفوت، الأرملة والشيطان (1984) الحرافيش، البريء والمشنقة، امرأة تحت الاختبار (1986)الشرابية، الوحل، النمر والأنثي، سكة الندامة، الخرتيت (1987) مخالب امرأة، الجوهرة، إمبراطورية الجيارة (1988) المغتصبون، فضيحة العمر (1989) أيام الماء والملح، فتاة المافيا (1990) إحذروا هذه المرأة، بلطية بنت بحري، الحلم القاتل (1991) أولاد درغام (1993) مصيدة الذئاب (1994) أمواج الغضب (1999).

### مسلسلات
سر الأرض، الغربة، دعاة الحق، العملاق (1979)حساب السنين، الخبايا (1980) الرجل الذي فقد ذاكرته مرتين، محمد رسول الله - ج (1981) 2 أديب (1982) عالم عم أمين (1983) هند والدكتور نعمان، أبرياء في قفص الإتهام (1984)دوامة الحياة (1985)الطاووس (1991) مغامرات زكية هانم (1992)الوعد الحق، المحاكمة، عروس البحر (1993) آرابيسك (1994) الصبار (1995) هارون الرشيد (1997) وذلك بخلاف بعض السهرات التلفزيونية ومن بينها: عيد زواج، الزحام، محاكمة في الزمن الضائع، بصمات علي الطريق، الشنطة في مكان أمين.

### مسرح
- بفرقة المسرح القومي: الفارس والأسيرة (1979)مجنون ليلي (1986) الملك لير (2002)
- بفرق أخرى: سوق الشطار (الغد)، أبو الفوارس عنترة (بمسرح التلفزيون.(2004)

وقد عمل من خلال هذه المسرحيات مع نخبة من كبار المخرجين من بينهم: أحمد عبد الحليم، ود.عادل هاشم، ود.عوض محمد عوض، ود.عمرو دوارة، وهشام جمعة.

### أعمال أخرى
| - أمواج الغضب (فيلم 1999) - هارون الرشيد (مسلسل 1997) - الصبار 1995 - مسلسل - مصيدة الذئاب 1994 - فيلم - أرابيسك (أيام حسن النعماني) 1994 - مسلسل الضابط - سر الأرض 1994 - مسلسل - الوعد الحق 1993 - مسلسل - خباب بن الأرت - أولاد ضرغام 1993 - فيلم الضابط - المحاكمة 1993 - مسلسل - عروس البحر 1993 - مسلسل غندور - مغامرات زكية هانم 1992 - مسلسل - الحلم القاتل 1991 - فيلم - إحذروا هذه المرأة 1991 - فيلم - بلطية بنت بحري 1991 - فيلم - أبو العنيين باعي الثلج - الطاووس 1991 - مسلسل | - فتاة المافيا 1990 - فيلم - امرأة تحت الاختبار 1990 - فيلم أحمد - أيام الماء والملح 1990 - فيلم حمدان - المغتصبون 1989 - فيلم المقدم شوقى - فضيحة العمر 1989 - فيلم - هاربات من الماضي 1989 - مسلسل - حساب السنين 1989 - مسلسل - إمبراطورية الجيارة 1988 - فيلم - مخالب امرأة 1988 - فيلم المحقق - سكة الندامة 1987 - فيلم - النمر والأنثى 1987 - فيلم مطاوع - الخرتيت 1987 - فيلم جابر - الوحل 1987 - فيلم - الشرابية 1987 - فيلم - الحرافيش 1986 - فيلم خضر - امرأة تحت الاختيار 1986 - فيلم - البريء والمشنقة 1986 - فيلم سيد | - الجوهرة 1985 - فيلم شقيق سوزي الثاني - دوامة الحياة 1985 - مسلسل - هند والدكتور نعمان 1984 - مسلسل - أبرياء في قفص الاتهام 1984 - مسلسل فتحي مصطفى - الأرملة والشيطان 1984 - فيلم حمدي - الهلفوت 1984 - فيلم ضابط المباحث - أسوار المدابغ 1983 - فيلم - عالم عم أمين 1983 - مسلسل صبري - أديب 1982 - مسلسل - العوامة رقم 70 1982 - فيلم - محمد رسول الله ج (2) 1981 - مسلسل رانو - الرجل الذي فقد ذاكرته مرتين 1981 - مسلسل - خلف أسوار الجامعة 1980 - فيلم - كم أنت حزين أيها الحب 1980 - فيلم - الثعالب الصغيره 1980 - فيلم منير - الخبايا 1980 - مسلسل - الدرب الأحمر 1980 - فيلم حمادة | - العملاق 1979 - مسلسل - الغربة مسلسل - محاكمة في الزمن الضائع - سهرة تليفزيونية - البريمو مسلسل - عيد زواج - سهرة تليفزيونية - مسرحية عبد السلام محمد - بصمات على الطريق - سهرة تليفزيونية - أبو الفوارس عنترة بن شداد - مسرحية مجنون ليلى مسرحية - الشنطة في مكان أمين سهرة تليفزيونية - وابتسم الغضب مسلسل إذاعي مهاب - دعاة الحق مسلسل - الزحام سهرة تليفزيونية - زمن الحب والكراهية فيلم |

## وفاته
توفي الشرقاوي في 9 أغسطس 2020 متأثرًا بتداعيات مرضه بالسكري، وذلك عن عمر ناهز الـ 72 عام.